# Lesbates
Lesbates is een kevergeslacht uit de familie van de boktorren (Cerambycidae). De wetenschappelijke naam van het geslacht werd voor het eerst geldig gepubliceerd in 1945 door Dillon & Dillon.

## Soorten
Lesbates omvat de volgende soorten:
- Lesbates acromii (Dalman, 1823)
- Lesbates axillaris (Thomson, 1860)
- Lesbates carissima Dillon & Dillon, 1945
- Lesbates caviunas (Dillon & Dillon, 1949)
- Lesbates milleri Nearns & Swift, 2011